# Monument la mormântul comun al ostașilor căzuți în 1941 (Măcărești)
Monumentul la mormântul comun al ostașilor căzuți în 1941 este un monument amplasat în Măcărești, raionul Ungheni, Republica Moldova. Este un monument istoric de importanță națională inclus în Registrul monumentelor Republicii Moldova ocrotite de stat cu nr. 1645 (raionul Ungheni). Datează din 1975.